# کمبود ایمنی هومورال

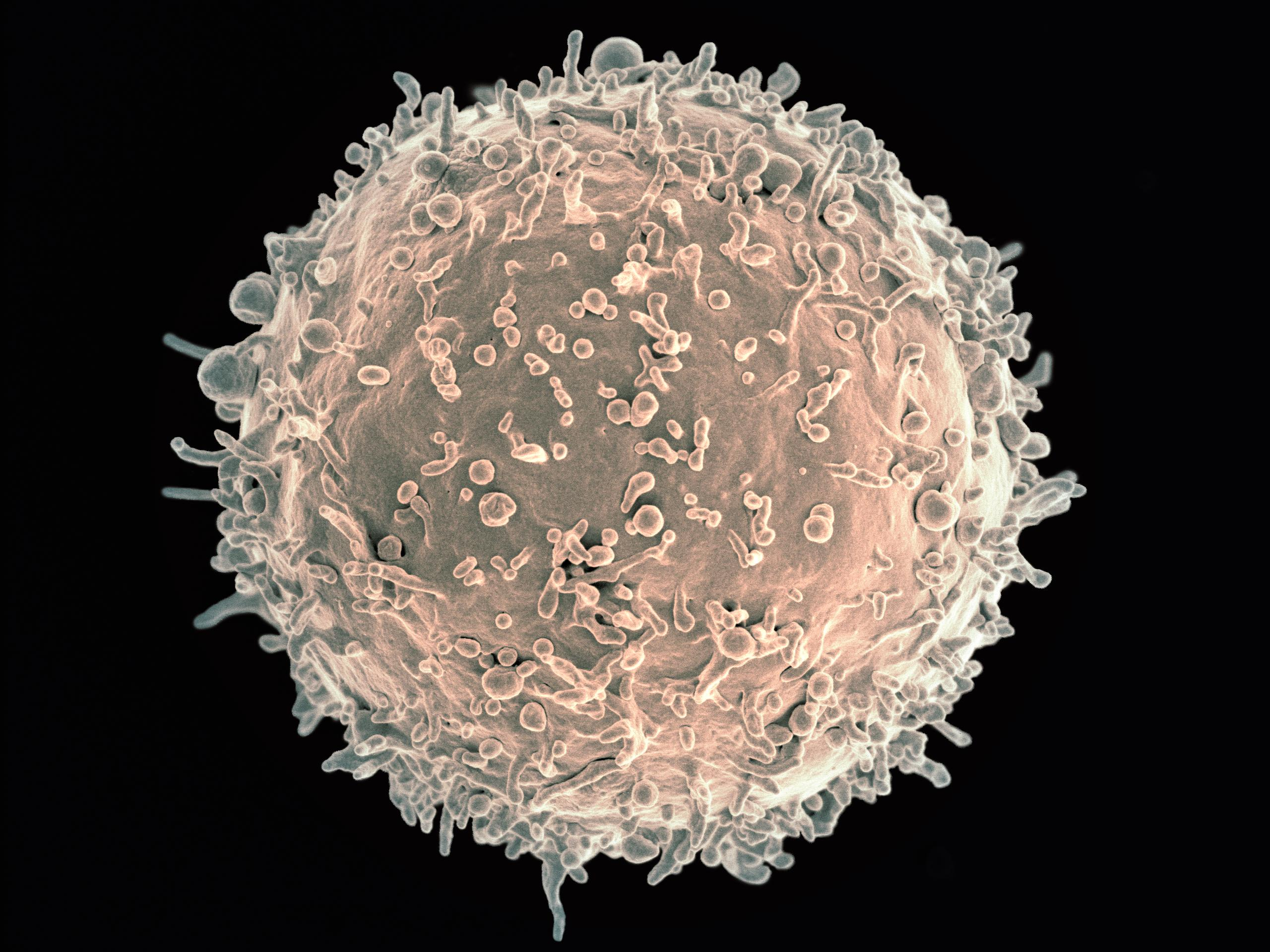
سلول بی انسان

کمبود ایمنی هومورال (به انگلیسی: Humoral immune deficiency) شرایطی است که سبب اختلال در ایمنی هومورال می‌شود و می‌تواند سبب کمبود ایمنی شود. این پدیده می‌تواند توسط تعداد یا کارکرد ناکافی سلول‌های لنفوسیت بی، سلول‌های پلاسما که به آنها تمایز می‌یابند، یا آنتی‌بادی ترشح‌شده توسط سلول‌های پلاسما ایجاد شود. شایع‌ترین نوع چنین کمبود ایمنی، کمبود IgA انتخابی ارثی است که بستگی به جمعیت، بین ۱ در ۱۰۰ و ۱ در ۱۰۰۰ نفر رخ می‌دهد. آنها با افزایش آسیب‌پذیری در برابر عفونت همراه هستند، اما در صورت نداشتن عفونت، تشخیص آنها دشوار است (یا بدون علامت).

سندرم هایپر-IgM (ایمنوگلوبولین M)

## علائم و نشانه‌ها
علائم/نشانه‌های نارسایی ایمنی هومورال به علت آن بستگی دارد، اما به‌طور کلی شامل علائم عفونت هستند مانند:
- سینوزیت
- سپتیسمی
- عفونت پوستی
- سینه‌پهلو